# Marcel Pérès (musicien)
Pour les articles homonymes, voir Pérès et Marcel Pérès.
 (décembre 2008).
Marcel Pérès (né le 15 juillet 1956, à Oran en Algérie) est un musicologue, compositeur, directeur de chœur, organiste et chanteur français. Il est le fondateur et directeur de l'Ensemble Organum.

## Biographie

### Formation
Issu d'une famille de rapatriés d'Algérie, Marcel Pérès passe son enfance à Nice, où il suit des études d'orgue et de composition au conservatoire. Il chante dans la maîtrise de la cathédrale de la ville où les vêpres du dimanche sont interprétées en latin.
À l'âge de quatorze ans, il occupe un poste d'organiste à l'église anglicane de Nice, dont le chanoine l'encourage à se rendre en Angleterre. Il se forme pendant trois ans à la tradition de chant liturgique auprès de la Royal School of Church Music (en) et à l'occasion de stages dans les cathédrales anglaises.
Il travaille pendant deux ans au Studio de musique ancienne de Montréal, ainsi qu'au centre de recherche musicale de l'Office national du film du Canada. Il fait à cette époque de fréquents séjours en Algérie, où il apprend, au contact de l'évêque d'Oran, à connaître et apprécier l'Islam[réf. nécessaire].
Il retourne en France en 1979 à l'âge de vingt-deux ans et se spécialise, auprès de Michel Huglo à l'École pratique des hautes études, dans la musique médiévale.

### Activité
Marcel Pérès fonde à l'abbaye de Sénanque, en 1982, l'Ensemble Organum, qu'il dirige.
Il crée en 1984 à la Fondation Royaumont un programme de recherche sur l'interprétation des musiques médiévales, qui devint le CERIMM (Centre Européen pour la Recherche sur l'Interprétation des Musiques Médiévales) dont il est le directeur jusqu'en 1999. Il avait épousé la documentaliste et chanteuse Mathilde Daudy, fille de Philippe Daudy et petite-fille de Henry Goüin, qui avait créé la Fondation Royaumont.
Il a réalisé une quarantaine d'enregistrements discographiques, principalement édités par le label Harmonia Mundi, et donc par Bernard Coutaz, dont la plupart ont reçu les plus hautes distinctions : Diapason d'or, Classical Awards, Choc de l'année du Monde de la Musique, New York Times’ essential records of the 20th century.
En 2001, Marcel Pérès a créé à l'ancienne Abbaye de Moissac le CIRMA (Centre Itinérant de Recherche sur les Musiques Anciennes) destiné à mettre en valeur, au travers de la musique, la circulation des hommes, de leurs pensées et de leurs savoir-faire au cours des siècles, et à développer des approches complémentaires entre les traditions vivantes, l'archéologie musicale et les sciences de la mémoire.
L'action internationale de Marcel Pérès a été reconnue en 1990, par l'attribution du prix Léonard de Vinci du Secrétariat d'État français aux relations culturelles internationales. Le Ministère français de la Culture lui a décerné en 1996 la distinction de chevalier, puis en 2013 l’a élevé au grade d’Officier de l'ordre des Arts et des Lettres. Il est aussi le parrain de la cloche "Marcel", fondue en 2012 et bénie le 2 février 2013 à l'occasion du jubilé des 850 ans de la Cathédrale Notre-Dame de Paris.

### Composition
Marcel Pérès est également compositeur et a créé une trentaine d’œuvres parmi lesquelles : Mysteria Apocalypsis en 2000, Contemplation - paraphrase musicale du Livre des Morts des anciens Égyptiens - enregistrée en 2008 ; la musique de la pièce de théâtre Ordet de Kaj Munk créée au festival d’Avignon en 2008, Le Crépuscule Transfiguré, créé à Moissac en 2011, 2011 et récemment "Missa ex tempore" créée à Katowice le 16 mai 2015 pour l'inauguration du nouvel auditorium de la Radio Polonaise.

### Esthétique
Ses recherches portent, au-delà du chant grégorien, sur la globalité du chant ecclésiastique avec l'objectif de donner au chant vieux-romain, abandonné par les solesmistes, la place centrale qu'il occupe dans l'histoire de la musique religieuse. En juin 2007, il déclarait ainsi :

« Il est la clé de voûte qui donne sens, cohérence et existence à l’édifice de ce qui devrait être la conscience liturgique du christianisme, et bien au-delà. Car, en amont, il nous livre la clé de la filiation entre le chant du Temple de Jérusalem et l’héritage de la musique grecque. En aval, il nous permet de suivre et de comprendre les trésors de la cantillation coranique. En dehors de certains cercles musicologiques extrêmement restreints, ce répertoire est aujourd’hui inconnu des musiciens, des ecclésiastiques et du public. Pourtant il nous livre la plus ancienne version de la musique gréco-latine de l’antiquité tardive et représente le chaînon manquant entre le chant byzantin, le chant copte, le chant syriaque, la musique arabe et la musique occidentale.
Jusqu’au XIIIe siècle ce répertoire accompagnait à Rome les liturgies pontificales. L’installation de la papauté à Avignon lui fut fatale, et il tomba dans l’oubli. Redécouvert au début du XXe siècle, il n’a toujours pas trouvé la place essentielle qui devrait être la sienne dans l’imaginaire de l’homme occidental et dans celui de toutes les civilisations qui découlent des mêmes origines sémitiques et grecques. Une connaissance réelle de cette musique resituerait dans une tout autre perspective l’héritage commun des religions musulmane, juive et chrétienne. Aujourd’hui, le chant vieux-romain demeure encore le grand absent de toutes les réflexions sur la musique religieuse, l’œcuménisme et les relations avec l’Islam. »